# Колката
Колката (бенг. কলকাতা, до 2001. Калкута) је главни град индијске државе Западни Бенгал. Град има готово 5 милиона становника, а са метрополитенским подручјем око 14 милиона. Колката је била главни град Британске Индије до 1911. Након 1947. Колката је економски стагнирала, а од 2000. град поново економски јача. Колката се суочава са проблемима урбанизације, као што су сиромаштво, загађеност и саобраћајно загушење. Колката је пре била сматрана културном престоницом Индије, у којој су живели Рабиндранат Тагор, Роналд Рос, Суба Чандра Бозе, Мајка Тереза, Сатјендранат Бозе, Јагдиш Бозе, Чандра Бозе и други. Иако се назив града увек изговарао Колката или Коликата, англиканизовани облик Калкута (енгл. Calcutta) је био званичан назив града до 2001. године, када је промењен у Колката да би се поклопио са изговором на бенгалском језику.

## Историја
Подручје је било насељено преко 2 хиљаде година. Историја града започиње доласком Британске источноиндијске компаније 1690, када је компанија започела са успостављањем трговине у Бенгалу. Британци су 1699. саградили тврђаву Форт Вилијам, која су користили као регионалну базу. Колката, је постала седиште једне од три британске области у Индији. Због сукоба са Французима у Индији тврђава је ојачана 1756. Наваб од Бенгала је протестовао због милитаризације, па је заузео тврђаву Форт Вилијам. Британци су је након годину дана поново поново освојили. Колката је постала 1772. главно седиште Британске Индије. До 1805. исушене су мочваре, а Колката је постала "град палата". Почетком 19. века Колката се састојала од два града, британског и индијског. Од 1850-их долази до убрзане индустријализације, посебно је постала позната по текстилној индустрији и преради јуте. Због индустрије улагало се у инфраструктуру, тј. железницу и телеграф. У граду се појавила и нова класа Индијаца, који су често били професионалци, читали новине, били англофили и најчешће припадали вишим хинду кастама. Колката је временом постала центар индијског покрета за независност. Подела Бенгала из 1905. представљала је веома непопуларан потез, који је довео до протеста и бојкота енглеске робе. Због тих протеста, а и због административно неповољног положаја Колкате главни град је 1911. постао Њу Делхи. Током Другог светског рата Јапанци су два пута бомбардовали луку. Храна је давана војсци, па су милиони у Бенгалу страдали од глади током 1943. Захтев за формирањем муслиманске државе је 1946. изазвао велике нереде и преко 2.000 мртвих. Подела Индије је довела до великог насиља и одласка великог броја муслимана у Источни Пакистан. У исто време у град је дошло стотине хиљада хиндуса.

## Географија
Распрострта у приближно северно-јужном правцу дуж источне обале реке Хугхли, Колката лежи у доњем делу делте Ганга у источној Индији. Надморска висина града је 1,5—9 m (5—30 ft). Већина града је првобитно била мочварни предео који је исушен током деценија како би се прилагодио популацији која је расла. Преостале неразвијене области, познате као мочваре источне Колкате, су заштићене „мочваре од међународног значаја” по Рамсарској конвенцији (1975). Као и већина Индо-ганшких низија, земљиште и вода су предоминантно алувијалног порекла. Колката је лоцирана на „Бенгалском сливу”, перикратонском терцијарном базену. Бенгалски слив се састоји од три структурне јединице: спруд или платформа на западу; централни зглоб или прекид спруда/нагиба; и дубоки сливни пад на истоку и југоистоку. Колката је лоцирана на западној страни зглобне зоне која је око 25 km широка са дубином од око 45000 m оспод површине. Зоне спруда и зглоба садрже мноштво раседа, неки од којих су активни. Укупна дебљина седимента испод Колкате је скоро 7500 m изнад кристалне основе; од чега су горњих 350—450 m (1.150—1.480 ft) квартарни, чему следи 4.500—5.500 m (14.760—18.040 ft) терцијарних седимената, 500—700 m (1.640—2.300 ft) трапних остатака кредног трапа и 600—800 m (1.970—2.620 ft) пермно-карбонске гондванске стене. Квартарни седименти се састоје од глине, муља, и неколико класа песка и шљунка. Ти седименти су смештени између две глинене постеље: доње на дубини од 250—650 m (820—2.130 ft), и горње око 10—40 m (30—130 ft) дебеле. Према Бироу индијских стандарда, на скали са опсегом од  до  растућег редоследа подложности земљотресима, град лежи унутар сеизмичке зоне III.

### Клима
Налази се у зони тропске климе. просечна годишња температура је 26,8 °C. Лети температуре често прелазе 40 °C, а зими температура пада на 12-14 °C. Југоисточни монсуни доносе највише кише између јуна и септембра, а просечна годишња количина падавина је 1582 mm. Колката је много загађенија од других великих градова Индије.

### Температура
Просечна годишња температура је 26,8 °C; просечне месечне температуре су 19—30 °C (66—86 °F). Лета (март–јун) су топла и влажна, са температурама око 30 °C; током суве сезоне, максималне температуре често премашују 40 °C (104 °F) у мају и јуну. Зима траје око два и по месеца, са сезонским ниским температурама у опсегу 19–30 °C у децембру и јануару. Мај је најтоплији месец, са дневним температурама у опсегу 27—37 °C (81—99 °F); јануар, најхладнији месец, има температуре у распону 12—23 °C (54—73 °F). Највиша забележена температура је 43,9 °C, а најнижа је 5 °C. Зиме су благе и веома удобно време се задржава у граду током ове сезоне. Често у периоду април–јун град погађају тешке кише или прашњави налети којима следе олује са грмљавином или градом, доносећи олакшавајућа захлађења од превладавајуће влажне топлоте. Ове олује са грмљавином су конвективне природе, и локално су познате као kal bôishakhi (কালবৈশাখী), или „северно-западњаци”.

### Киша
Кише које доноси Бенгалско-заливска грана југозападних летњих монсуна ударају Колкату између јуна и септембра, доносећи јој највећи део годишњих падавина од 1.800 mm (71 in). Највише кише падне у јулу и августу. Град има око 2.528 сунчаних часова годишње, при чему до највећег излагања сунцу долази у марту. Колката је била погођена са неколико циклона; чиме су обухваћени системи који су се одвили 1737 и 1864 кад је било више хиљада људских жртава.
| Клима Колкате (Алипур) 1971–1990                                                      | Клима Колкате (Алипур) 1971–1990 | Клима Колкате (Алипур) 1971–1990 | Клима Колкате (Алипур) 1971–1990 | Клима Колкате (Алипур) 1971–1990 | Клима Колкате (Алипур) 1971–1990 | Клима Колкате (Алипур) 1971–1990 | Клима Колкате (Алипур) 1971–1990 | Клима Колкате (Алипур) 1971–1990 | Клима Колкате (Алипур) 1971–1990 | Клима Колкате (Алипур) 1971–1990 | Клима Колкате (Алипур) 1971–1990 | Клима Колкате (Алипур) 1971–1990 | Клима Колкате (Алипур) 1971–1990 |
| Показатељ \ Месец                                                                     | .Јан.                            | .Феб.                            | .Мар.                            | .Апр.                            | .Мај.                            | .Јун.                            | .Јул.                            | .Авг.                            | .Сеп.                            | .Окт.                            | .Нов.                            | .Дец.                            | .Год.                            |
| ------------------------------------------------------------------------------------- | -------------------------------- | -------------------------------- | -------------------------------- | -------------------------------- | -------------------------------- | -------------------------------- | -------------------------------- | -------------------------------- | -------------------------------- | -------------------------------- | -------------------------------- | -------------------------------- | -------------------------------- |
| Апсолутни максимум, °C (°F)                                                           | 32,8 (91)                        | 38,4 (101,1)                     | 41,1 (106)                       | 43,3 (109,9)                     | 43,7 (110,7)                     | 43,9 (111)                       | 39,9 (103,8)                     | 38,4 (101,1)                     | 38,9 (102)                       | 39,0 (102,2)                     | 34,9 (94,8)                      | 32,5 (90,5)                      | 43,9 (111)                       |
| Максимум, °C (°F)                                                                     | 26,4 (79,5)                      | 29,1 (84,4)                      | 33,5 (92,3)                      | 35,3 (95,5)                      | 35,4 (95,7)                      | 34,0 (93,2)                      | 32,3 (90,1)                      | 32,1 (89,8)                      | 32,4 (90,3)                      | 32,3 (90,1)                      | 30,3 (86,5)                      | 27,0 (80,6)                      | 31,7 (89,1)                      |
| Просек, °C (°F)                                                                       | 20,1 (68,2)                      | 23,0 (73,4)                      | 27,6 (81,7)                      | 30,2 (86,4)                      | 30,7 (87,3)                      | 30,3 (86,5)                      | 29,2 (84,6)                      | 29,1 (84,4)                      | 29,1 (84,4)                      | 28,2 (82,8)                      | 24,9 (76,8)                      | 20,8 (69,4)                      | 26,9 (80,4)                      |
| Минимум, °C (°F)                                                                      | 13,8 (56,8)                      | 16,9 (62,4)                      | 21,7 (71,1)                      | 25,1 (77,2)                      | 26,0 (78,8)                      | 26,5 (79,7)                      | 26,1 (79)                        | 26,1 (79)                        | 25,8 (78,4)                      | 23,9 (75)                        | 19,6 (67,3)                      | 14,5 (58,1)                      | 22,2 (72)                        |
| Апсолутни минимум, °C (°F)                                                            | 6,7 (44,1)                       | 7,2 (45)                         | 10,0 (50)                        | 16,1 (61)                        | 17,9 (64,2)                      | 20,4 (68,7)                      | 20,6 (69,1)                      | 22,6 (72,7)                      | 20,6 (69,1)                      | 17,2 (63)                        | 10,6 (51,1)                      | 7,2 (45)                         | 6,7 (44,1)                       |
| Количина кише, mm (in)                                                                | 11 (0,43)                        | 30 (1,18)                        | 35 (1,38)                        | 60 (2,36)                        | 142 (5,59)                       | 288 (11,34)                      | 411 (16,18)                      | 349 (13,74)                      | 288 (11,34)                      | 143 (5,63)                       | 26 (1,02)                        | 17 (0,67)                        | 1,800 (70,87)                    |
| Дани са кишом (≥ 1.0 mm)                                                              | 1,2                              | 2,2                              | 3,0                              | 4,8                              | 8,7                              | 14,7                             | 20,5                             | 20,2                             | 15,7                             | 8,1                              | 1,5                              | 0,9                              | 101,5                            |
| Релативна влажност, %                                                                 | 66                               | 58                               | 58                               | 66                               | 70                               | 77                               | 83                               | 83                               | 81                               | 73                               | 67                               | 68                               | 71                               |
| Сунчани сати — месечни просек                                                         | 203,9                            | 201,2                            | 225,8                            | 235,4                            | 227,1                            | 123,1                            | 93,1                             | 104,9                            | 116,2                            | 182,6                            | 190,8                            | 203,4                            | 2.107,5                          |
| Извор #1:                                                                             |                                  |                                  |                                  |                                  |                                  |                                  |                                  |                                  |                                  |                                  |                                  |                                  |                                  |
| Извор #2: Индијски метереолошки департман (рекордно високе и ниске вредности до 2010) |                                  |                                  |                                  |                                  |                                  |                                  |                                  |                                  |                                  |                                  |                                  |                                  |                                  |

## Економија
Колката је главни пословни и финансијски центар источне Индије и североисточних држава. Друга највећа берза у Индији је у Колкати. Некад је Колката била главни град Индије (до 1911), а после 1947. уследила је економска стагнација. Између 1960-их и 1990-их био је јако велики бег капитала, а многе фабрике су затворене. Либерализација индијске економије 1990-их поправила је економску ситуацију. Економски опоравак предводи сектор информационих технологија.

## Становништво
Према незваничним резултатима пописа, у граду је 2011. живело 4.486.679 становника, а 13,2 милиона у ширем подручју.
| 1991.     | 2001.     | 2011.     |
| --------- | --------- | --------- |
| 4.399.819 | 4.572.876 | 4.486.679 |

Главни језици су бенгалски језик, хинди и енглески језик. Хинду религији припада 77,68% становништва, а 20,27% су муслимани. Једна трећина становништва ужег дела Колкате живи у сиротињским насељима.

## Култура
Колката је била звана град палата. Има велики број грађевина из колонијалног периода.
Индијски музеј је основао дански ботаничар 1814. и представља најстарији музеј Индије.
У Колкати се налази Национална библиотека Индије са преко 2 милиона књига. Меморијал краљице Викторије представља грађевину коју је саградио Вилијам Емерсон између 1906. и 1921, а која је комбиновала могулски стил архитектуре са ренесансним елементима.

## Партнерски градови
- Дака
- Кунминг
- Солун
- Напуљ
- Карачи
- Инчон
- Одеса
- Џерзи Сити
- Лонг Бич
- Далас